# Santa Cruz Esporte Clube
Le Santa Cruz Esporte Clube est un club brésilien de football basé à Barra do Bugres dans l'État du Mato Grosso.